# 萊特河
53°06′38″N 8°12′12″E / 53.1104949°N 8.203429°E

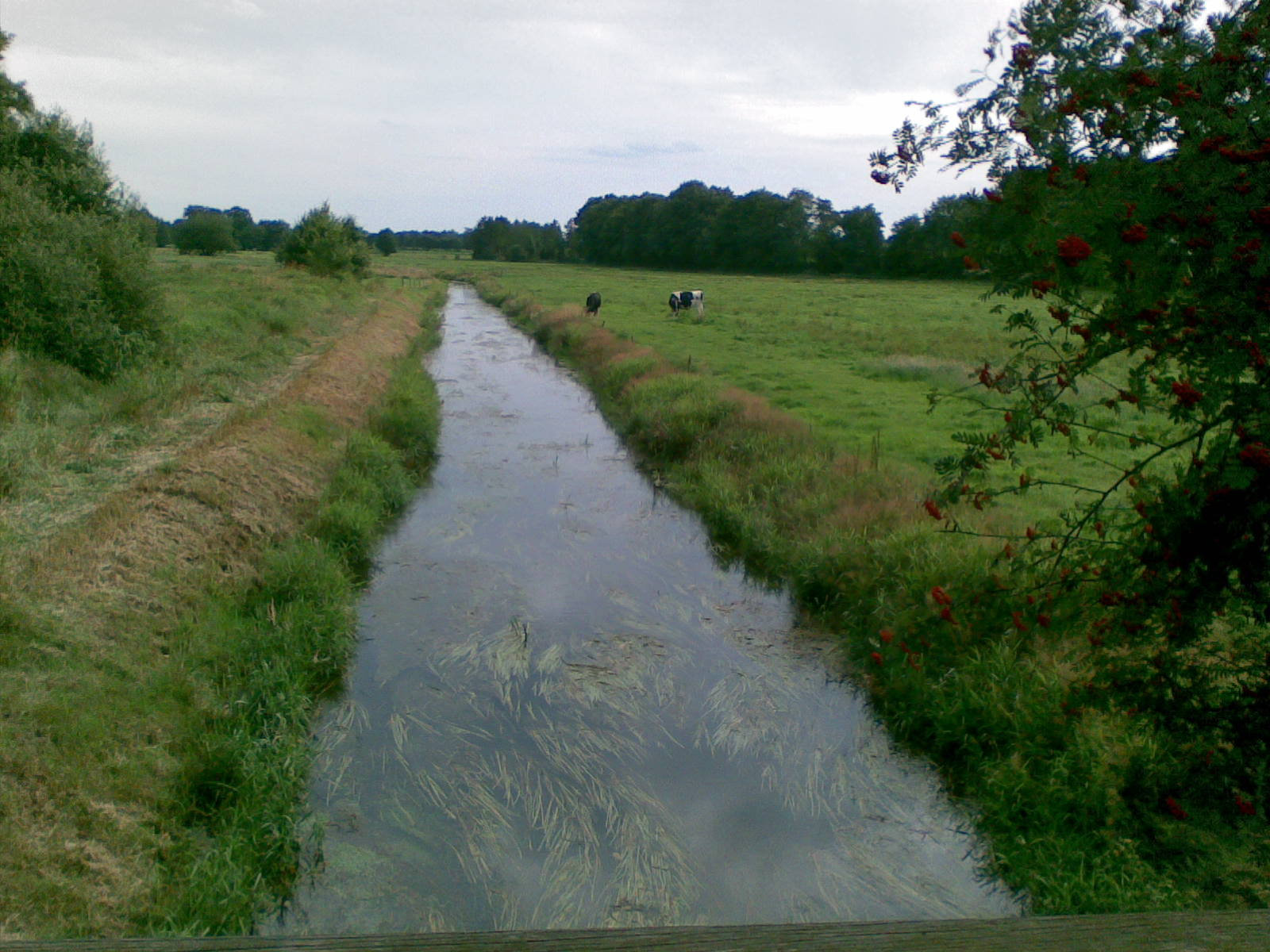

萊特河（德語：Lethe），是德國的河流，位於該國西北部，由下薩克森州負責管轄，屬於洪特河的左支流，河道全長36.5公里，流域面積179平方公里，河口處在瓦爾登堡。